# اسلاملو (ارومیه)
اسلاملو (ارومیه)، روستایی از توابع بخش مرکزی شهرستان ارومیه در استان آذربایجان غربی ایران است.بیشتر مردم اسلاملو به تراشکاری  و کساورزی مشغول هستند. 

## جمعیت
این روستا در دهستان بکشلوچای قرار دارد و براساس سرشماری مرکز آمار ایران در سال ۱۳۸۵، جمعیت آن ۳۳۱ نفر (۱۱۰خانوار) بوده‌است.